# Tetrapterum tetragonum
Tetrapterum tetragonum är en bladmossart som beskrevs av Henry Charles Andrews 1945. Tetrapterum tetragonum ingår i släktet Tetrapterum och familjen Pottiaceae. Inga underarter finns listade i Catalogue of Life.